# Botanischer Garten Potsdam

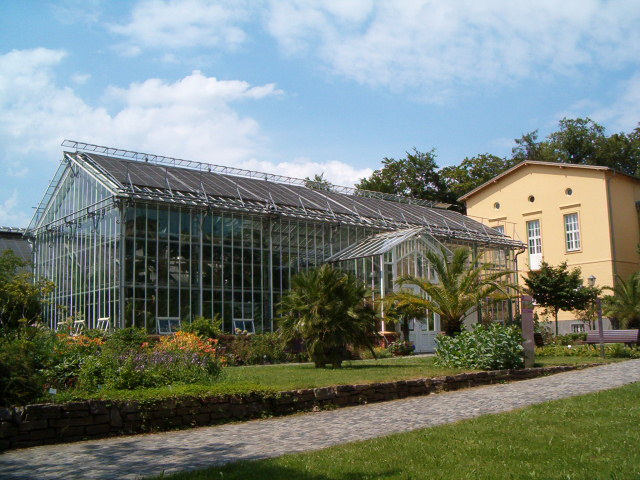
Palmenhaus im Botanischen Garten Potsdam

Der Botanische Garten Potsdam wurde 1950 auf dem Gelände des ehemaligen Terrassenreviers am Nordrand der Parkanlage Sanssouci angelegt. Das Gesamtareal umfasst eine Fläche von etwa 5 ha. In den für die Öffentlichkeit zugänglichen Gewächshäusern und Freilandflächen werden fast 9.000 Pflanzenarten in Kultur erhalten. Die Universität Potsdam nutzt den Botanischen Garten als Bildungs- und Forschungseinrichtung. Die denkmalgeschützten Gebäude aus dem 19. Jahrhundert stehen unter der Verwaltung der Stiftung Preußische Schlösser und Gärten Berlin-Brandenburg.

## Geschichte

### Lage und Nutzung

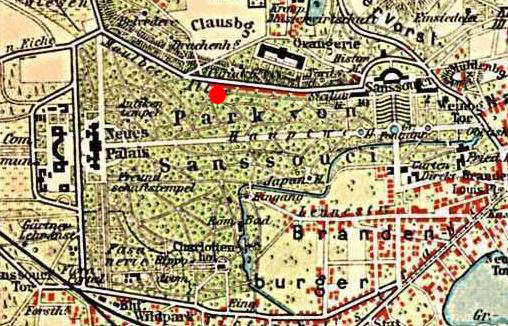
Lage im Park Sanssouci

Das Gelände wurde schon lange vor der Anlage des Botanischen Gartens gärtnerisch genutzt, es diente der Kultivierung von heimischen und vor allem südländischen Früchten und Gemüsesorten für die königliche Tafel und dem Verkauf durch die Hofgärtner sowie von Blumen zur Ausschmückung der Schlossanlage. Die von West nach Ost verlaufende Maulbeerallee teilt den Botanischen Garten in zwei Areale. Auf der Südseite, dem Gelände der ehemaligen Hofgärtnerei von Sanssouci, stehen die Institutsgebäude und Gewächshäuser mit Freilandflächen. Auf der Nordseite liegt der als „Italienischer Fruchtgarten“ angelegte sogenannte Paradiesgarten, der heute der Potsdamer Universität als Lehr- und Schaugarten dient.

### Die ehemalige Hofgärtnerei von Sanssouci
Die gärtnerische Nutzung der südlich der Allee liegenden Fläche geht bis in die Zeit Friedrichs II. zurück. Nach dem Bau des Schlosses Sanssouci entwickelte sich nach Westen ein immer größer werdendes Gartenrevier, auf dem Orangerien und Treibhäuser unter anderem für Kirschen, Wein, Feigen und Aprikosen errichtet wurden. Der für die Weinbergterrassen zuständige Hofgärtner Philipp Friedrich Krutisch war der erste Betreuer dieser Orangerieanlage, die ab 1748 dem ersten „Orange-Gärtner“ Johann Hillner und ab 1790 dessen Sohn Anton Hillner übertragen wurde. Nach dem Tod Hillners 1817 übernahm Ludwig Sello die Aufgaben im Orangerierevier, das nun mit dem Terrassenrevier vereinigt wurde. Sein Sohn und Nachfolger Hermann Sello baute die Gärtnerei nach 1840 weiter aus, die sich schließlich von den westlich an das Schloss Sanssouci grenzenden Neuen Kammern bis zum Knick der Maulbeerallee erstreckte, und legte im Auftrag Friedrich Wilhelms IV. nach Plänen des Gartendirektors Peter Joseph Lenné den italienisierenden Paradiesgarten auf der Nordseite der Maulbeerallee an.
Über die Bepflanzung der Freiflächen und Gewächshäuser gibt es nur dürftige Informationen. Einen Hinweis geben die Auszeichnungen, die Hermann Sello für Früchte, Blumen und Blattschmuckpflanzen auf den Jahresausstellungen des Berliner Gartenbauvereins erhielt, in dem er von 1841 bis 1859 Ausschussmitglied für bildende Gartenkunst und später auch für Gehölzzucht war. Zu den prämierten Pflanzen aus seinem Revier gehörten unter anderem „verschiedene Kürbissorten, Riesenerdbeeren, Feigen, Maiskolbensortimente, verschiedene blühende Calceolarien, neugezüchtete Epiphyllum, Pfirsiche, Aprikosen und Melonen“. Über die Kulturen der nachfolgenden Leiter des Terrassenreviers – Hofgärtner Ludwig Brasch, von 1876 bis 1887, und Hofgärtner Adolf Wundel, von 1887 bis 1895 – liegen kaum Informationen vor.

### Paradiesgarten

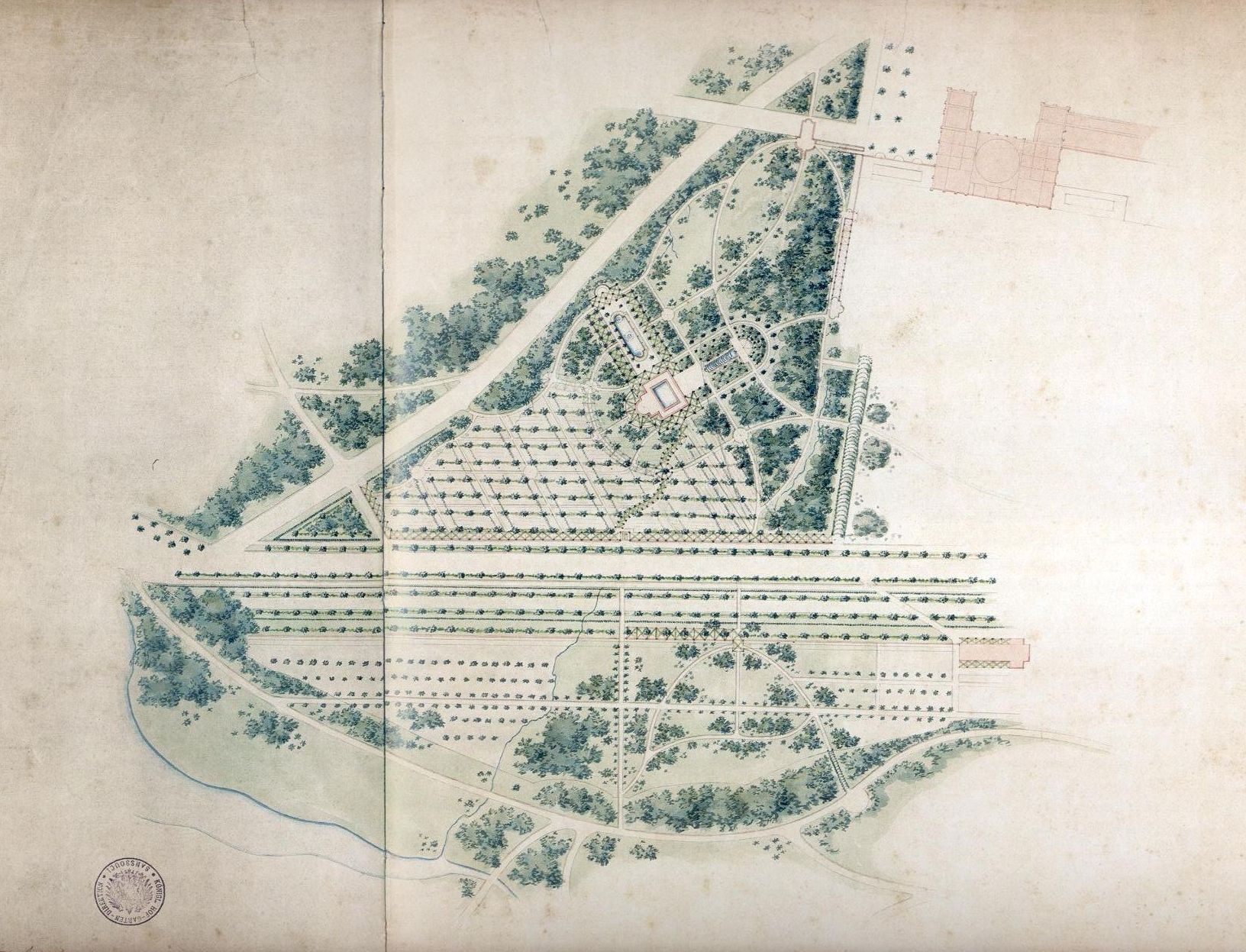
Der Paradiesgarten nördlich der Maulbeerallee, Plan von Gustav Meyer, um 1850

Der zum ehemaligen Terrassenrevier gehörende Paradiesgarten, auch Paradiesgärtlein oder Paradeisgärtl, erstreckt sich über eine Fläche von etwa 2,5 ha. Die Anlage steht in enger Verbindung mit dem Bau des nordöstlich angrenzenden Orangerieschlosses auf dem Bornstedter Höhenzug, das im Stil der italienischen Renaissance ab 1851 errichtet wurde. Zur Verschönerung der unmittelbaren Umgebung beauftragte Friedrich Wilhelm IV. seinen Gartenarchitekten Peter Joseph Lenné bereits 1841 mit der Ausarbeitung von Plänen für einen umfriedeten Nutzgarten in der Art eines italienischen Gartens, den Hofgärtner Hermann Sello zwischen 1841 und 1845 anlegte. Er bepflanzte das Gartenareal im südlichen Abschnitt mit Wein, Mais, Kürbis, Artischocken und weiterem Gemüse zwischen bereits vorhandenen Maulbeerbäumen, die er mit Weinfestons verband sowie einigen Beetanlagen für Blattpflanzen und Blumen. Der leicht abschüssige nördliche und östliche Bereich erhielt eine Bepflanzung mit Laubgehölzen und eine Rasenpartie. Dem Gesamtkonzept lagen die Beschreibungen des römischen Senators und Literaten Plinius d. J. über dessen Landgüter Tuscum und Laurentinum zu Grunde, sodass die Architekten Ludwig Persius und Ludwig Ferdinand Hesse das Areal mit Kleinarchitekturen, wie dem 1845/1846 errichteten Brunnenhäuschen, dem sogenannten Atrium oder auch Stibadium, und der 1846 gebauten Wasserkaskade bereicherten. Die Wegeführung wurde ebenfalls nach dem antiken Vorbild zum Teil mit von Wein berankten Pergolen überdeckt.

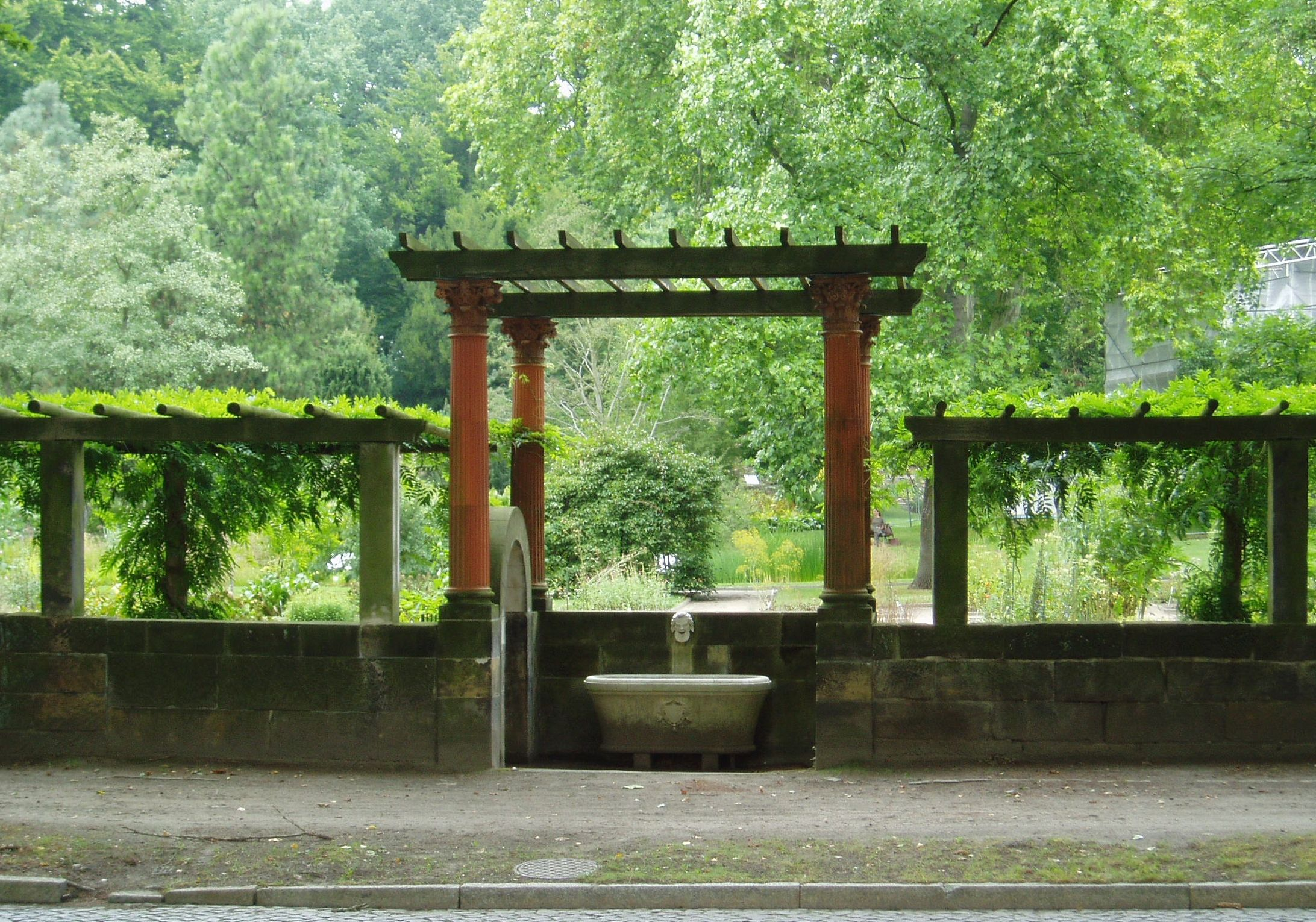
Eingang zum Paradiesgarten an der Maulbeerallee

Entlang der Maulbeerallee im Süden sowie am Auffahrtweg zum nordwestlich liegenden Drachenhaus und weiter zum Belvedere auf dem Klausberg ließ Ludwig Persius den Garten zwischen 1842 und 1844 mit einer Sandsteinpergola einfrieden, die um 1900 durch eine Sandsteinmauer mit hölzernem Laubengang ersetzt wurde. Den Haupteingang an der Maulbeerallee gestaltete er 1844 nach dem Vorbild des von Plinius beschriebenen Stibadiums in Tuscum mit einer von vier Terrakottasäulen getragenen Pergola und einer Marmorwanne mit Wasserspeiermaske. Beidseitig dieser sogenannten Bagnerole ließ er Hermen aufstellen, die dort heute nicht mehr platziert sind. Der 1857 geschaffene Eingang an der Nordwestecke, am heutigen Kronprinzenweg, entstand nach Entwürfen von Friedrich August Stüler und wurde ebenfalls von heute nicht mehr erhaltenen Hermen flankiert, die der Bildhauer Eduard Stützel schuf.

### Die Gartenanlagen nach dem Ende der Monarchie
Nach dem Ersten Weltkrieg und dem Ende der Monarchie wurden die Garten- und Parkanlagen 1919 der „Kronverwaltung“ im Preußischen Finanzministerium in Berlin unterstellt, ab 1923 bis 1927 „Preußische Krongutsverwaltung“, dann „Verwaltung der Staatlichen Schlösser und Gärten“. Die ehemaligen königlichen Gartenanlagen waren nun als Kunst- und Kulturgut unter konservatorischen Gesichtspunkten zu pflegen und zu erhalten. Das Terrassenrevier leitete seit 1896 (von 1896 bis 1897 kommissarisch) Gartendirektor Friedrich Kunert. Er war neben Georg Potente der zweite Gartendirektor in Sanssouci und für den pflanzenkultivierenden Bereich zuständig. Er publizierte zahlreiche Aufsätze in Gartenzeitschriften, unter anderem über ein Pfirsichtreibhaus, Topfobst- und Rosenkultur. Unter seiner Leitung entstanden noch während der Kaiserzeit zwischen 1908 und 1912 ein Palmenhaus und vier weitere Gewächshäuser, die zum Teil heute noch erhalten sind und besichtigt werden können. Auch wurden einige Fruchthäuser, den Interessen Wilhelms II. folgend, zur Blumenkultivierung umgenutzt, zu denen neben Orchideen, Nelken, Rittersternen und weiteren Blumen ein eigenes Veilchenhaus gehörte.
Mit dem Ruhestand Kunerts erhielt Paul Kache ab dem 1. Oktober 1929 bis 1945 als dessen Nachfolger Amt und Aufgabe. Unter ihm bekam der Paradiesgarten 1937 ein anderes Aussehen. Nach Plänen des Gartenbauinspektors Heinz Scheffler entstand eine Gartenanlage in der Art eines Schaugartens mit südlichen Nutzpflanzen, Blatt- und Wasserpflanzen an einem neugeschaffenen Teich mit Bachlauf in der Mitte des Gartens und Sommerblumen, wodurch die Gestaltung der Anlage von Hermann Sello verloren ging.

### Entwicklung nach dem Zweiten Weltkrieg
Nach dem Zweiten Weltkrieg stand der Park Sanssouci ab dem 27. April 1945 unter der Kontrolle des Bevollmächtigten der Roten Armee, Oberstleutnant der Garde Jewgeni Fjodorowitsch Ludschuweit, und war bis zum 4. Juni 1946 für die Öffentlichkeit nicht mehr zugänglich. Die Verwaltung der Potsdamer Anlagen oblag der brandenburgischen Provinzialregierung. Noch im ersten Nachkriegsjahr wurden Teile der ehemaligen Hofgärtnerei zu einer Außenstelle des Botanischen Gartens Moskau, der botanischen Abteilung der Akademie der Wissenschaften der Sowjetunion, dessen Aufbau in Potsdam Wolfgang Müller-Stoll in Zusammenarbeit mit dem Leiter des Terrassenreviers, Obergärtner Joseph Seidelmann, führten. 1950 gingen die ehemalige Hofgärtnerei und der Paradiesgarten als Botanischer Garten an die 1948 gegründete „Brandenburgische Pädagogische Hochschule“, die 1951 in Pädagogische Hochschule Potsdam umbenannt wurde und 1971 den Beinamen „Karl Liebknecht“ erhielt. An der Landeshochschule leitete Müller-Stoll viele Jahre das Botanische Institut. Seit 1991 gehört der Botanische Garten zu der am 15. Juli desselben Jahres gegründeten Universität Potsdam.

## Heutige Nutzung der Anlage als Botanischer Garten
Seit der Gründung des Botanischen Gartens steht das Areal nicht mehr im Funktionszusammenhang zur Parkanlage Sanssouci, sondern wird von der Universität Potsdam als Bildungs- und Forschungseinrichtung genutzt. Als Teil der Mathematisch-Naturwissenschaftlichen Fakultät in Potsdam-Golm sind auf dem Gelände an der Maulbeerallee das Institut für Biochemie und Molekulare Physiologie, das Institut für Ökologie und Naturschutz und das Institut für Systematik und Didaktik der Biologie untergebracht. Jährlich erhalten hier rund 250 Studierende (Stand 2008) des Fachbereichs Botanik Kenntnisse in der Biosystematik, Morphologie, Bioökologie und Geobotanik.
Ein Teil des Gartenbereichs steht Forschungszwecken zur Verfügung, wobei der Naturschutz, bzw. botanische Artenschutz eine wichtige Rolle spielt. Auf einigen Beeten werden geschützte, vom Aussterben bedrohte Wildpflanzen aus der einheimischen Region in Kultur erhalten und für die Wiederauswilderung zur Verfügung gestellt. In diesem Zusammenhang kooperiert der Potsdamer Botanische Garten unter Leitung des brandenburgischen Landesumweltamtes mit dem Botanischen Garten Berlin, dem spreewälder Heidegarten Langengrassau in der Gemeinde Heideblick und dem Botanischen Verein von Berlin und Brandenburg. Zudem beteiligt er sich am nationalen und internationalen Austausch von Pflanzenmaterial zwischen Botanischen Gärten, Universitätseinrichtungen und vergleichbaren öffentlichen Forschungsinstitutionen basierend auf den Vereinbarungen des internationalen Naturschutzvertrages, der Biodiversitätskonvention (CBD).
Der am 10. März 1998 gegründete „Freundeskreis des Botanischen Gartens der Universität Potsdam e. V.“ unterstützt den Botanischen Garten mit finanziellen Mitteln und beteiligt sich an Führungen und Veranstaltungen, um der Öffentlichkeit botanische und gärtnerische Kenntnisse in Verbindung mit dem biologischen Artenschutz zu vermitteln sowie die ökologische und kulturelle Bedeutung von Pflanzen darzustellen. Für Schüler und Vorschüler wird von der Biologiedidaktik ein erlebnisorientierter Unterricht im „Grünen Klassenzimmer“ angeboten, der direkt im Garten Kenntnisse über Pflanzen und Insekten vermittelt.

### Gewächshäuser und Kalthaus
In den für die Öffentlichkeit zugänglichen Gewächshäusern, die sich über eine Fläche von circa 3.000 m² erstrecken, werden rund 4.600  tropische und subtropische Pflanzenarten kultiviert. Der Eingang zu den durch einen Verbindungsgang miteinander verbundenen Häusern liegt auf der Ostseite des Palmenhauses, in dem neben verschiedenen Palmenarten unter anderem auch Ficusarten, Bananenstauden und Riesenbambus untergebracht sind. Zwei Zwergpalmen in Kübeln gehörten zum ehemaligen Terrassenquartier von Sanssouci und werden auf über 100 Jahre geschätzt.

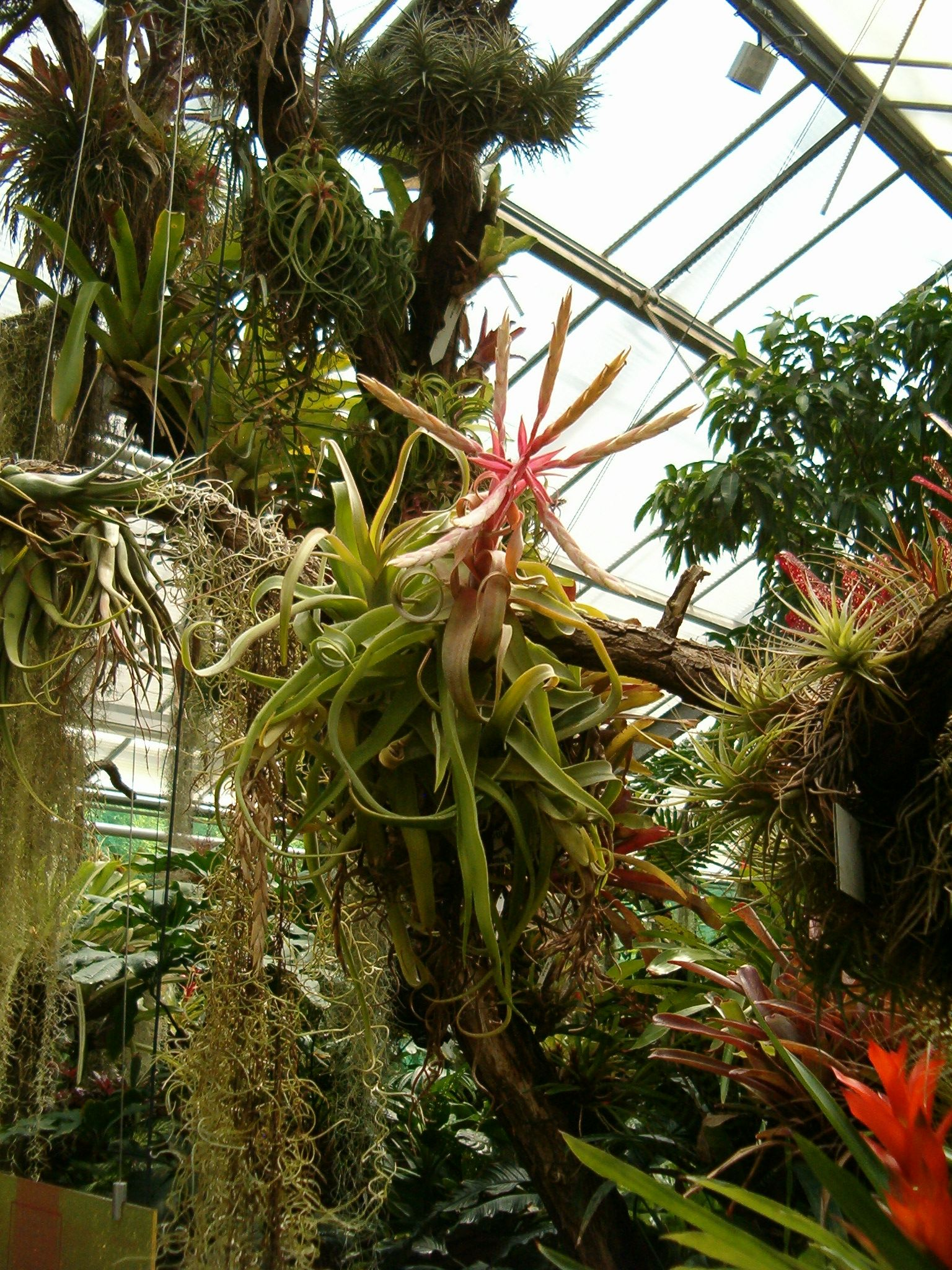
Epiphytenhaus

An den Verbindungsgang schließen sich auf der Südseite das Epiphyten- und das Nutzpflanzenhaus, das „Haus der tropischen Blattvielfalt“ sowie das Kakteenhaus an. Das Epiphytenhaus zeigt zahlreiche an Stämmen und Drähten emporwachsende Epiphyten aus tropischen und subtropischen Regionen, die ohne Kontakt zum Boden wurzeln, wie die verschiedenen Gattungen der Bromeliengewächse oder die zahlreichen Aronstabgewächse mit ihren langen Luftwurzeln. Nutzpflanzen aus den Tropen und Subtropen finden sich im darauffolgenden Haus, die unter anderem mit Sträuchern des Maniok und der Guave, Kaffee- und Kakaobäumen, Baumwollsträuchern, Zuckerrohr sowie Zwergbananen vertreten sind. Das „Haus der tropischen Blattvielfalt“ zeigt tropische und subtropische Zierpflanzen, wie Begonien, Gesneriengewächse, eine Spezialsammlung Aronstabgewächse sowie fleischfressende Pflanzen und im Kakteenhaus werden neben den namengebenden Kakteen Blatt- und Stammsukkulenten kultiviert. Auf der Nordseite liegen von West nach Ost die mit Wasser- und Sumpfpflanzen ausgestattete Aquarienhalle und das 1913 errichtete Victoriahaus, das nach der in Südamerika beheimateten Riesenseerose Victoria cruziana benannt ist, sowie das Orchideen- und das Farnhaus.
Nördlich der Gewächshausanlage erstreckt sich entlang der Umfassungsmauer zur Maulbeerallee das rund 93 Meter lange Kalthaus, in dem im ostseitig liegenden Bereich, dem Mediterranhaus, Kübelpflanzen bei Temperaturen um 5 °C zur Überwinterung untergebracht werden, die in Australien, im Mittelmeerraum und Asien beheimatet sind und hier nur in den Sommermonaten im Freiland aufgestellt werden. Nach Osten schließt sich ein Bereich mit Sukkulenten an. Im Sommer wird das Gebäude zudem für Ausstellungen und Kulturveranstaltungen genutzt.

### Bepflanzung der Freilandflächen

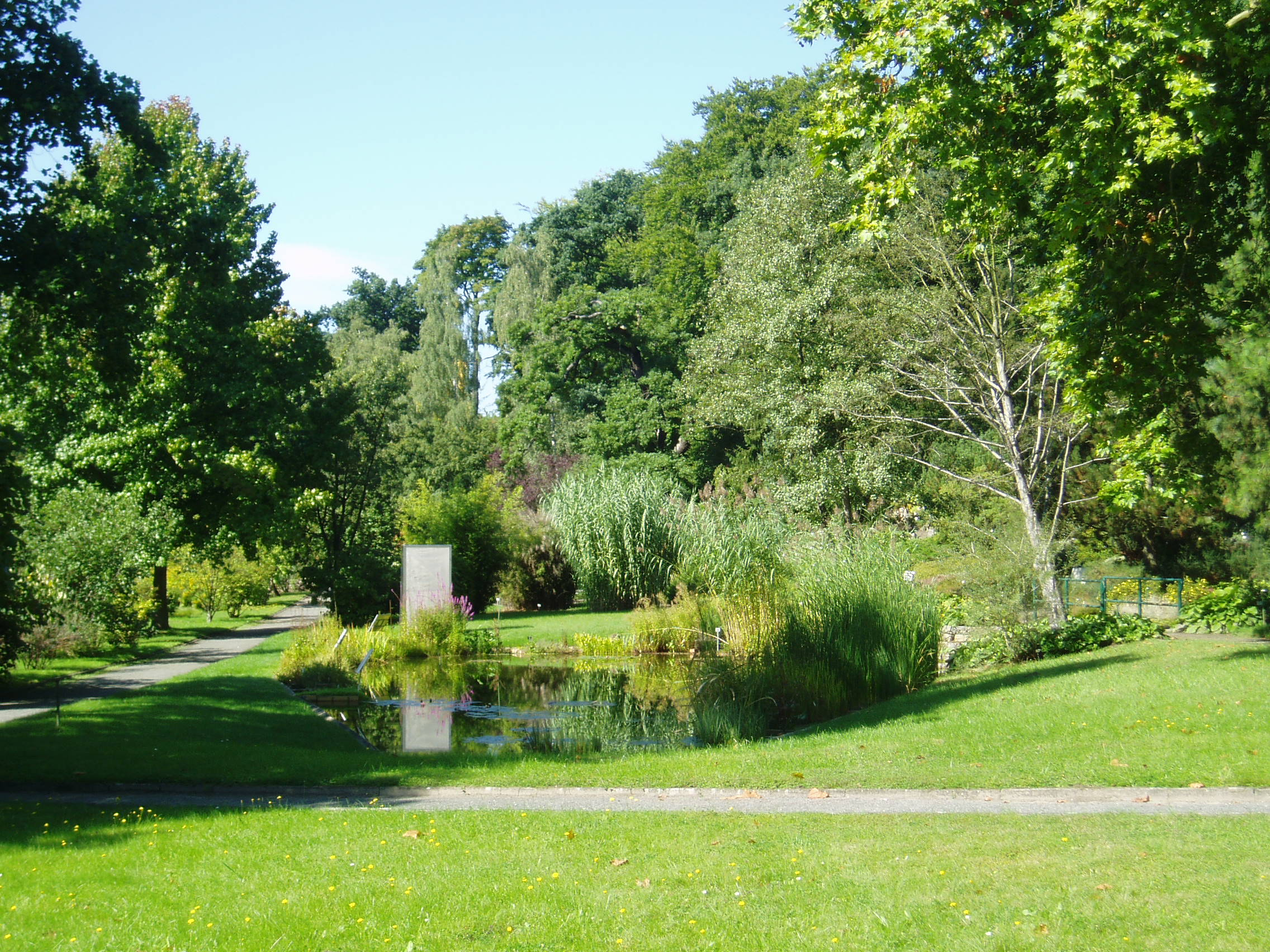
Teichanlage im Paradiesgarten

Auf den Freilandflächen beidseitig der Maulbeerallee werden circa 4.000 Pflanzenarten in Kultur erhalten, von denen etwa 50 Arten im Land Brandenburg vom Aussterben bedroht sind. Das südseitige Areal zeigt im Südosten einen Streifen mit Gehölzarten eines mitteleuropäischen Laubwaldes und dessen typische Frühjahrsblüher. Daran schließen sich nach Westen zwei mehr als 200-jährige Stieleichen sowie verschiedene Stauden und Gehölze aus Fernost an, unter anderem mit Straucharten der in Ostasien und Nordamerika beheimateten Zaubernuss. Im weiteren Verlauf folgt ein Arboretum (Fruticetum) mit Laubgehölzen, zu denen verschiedene Ahornarten zählen, und ein Arboretum (Pinetum) mit Nadelgehölzen, in das 1958 unter anderem ein Urweltmammutbaum gepflanzt wurde, dessen Saatgut 1956 vom Wildstandort in China kam. An das Arboretum grenzt nach Norden ein Primel- und Farnquartier, dem die morphologisch-biologische Abteilung folgt. Für die Lehre werden hier Umbildungen der Grundorgane wie Blatt-, Spross- und Wurzelmetamorphosen, Samen- und Fruchtformen sowie Bestäubungsmechanismen verdeutlicht und in der genetischen Sektion Varianten der Wuchsformen von Blättern, Früchten, Gattungs- und Arthybriden. In weiteren Beeten wachsen Nutzpflanzen für die Ernährung des Menschen, wie der eiweiß- und stärkehaltige Buchweizen, verschiedene Gemüse- und Getreidesorten, Kartoffeln sowie Sonnenblumen mit ihren ölhaltigen Kernen, und die Sektion mit Heil- und Gewürzpflanzen zeigt unterschiedliche Arten mit biologisch-pharmazeutischen Eigenschaften, aus denen ätherisches Öl, Alkaloide, Saponine, Flavonoide und weitere Stoffe gewonnen werden können. Ein weiterer Abschnitt kultiviert geschützte und gefährdete Pflanzen, die in Deutschland unter Naturschutz stehen, zu denen unter anderem Frühlings-Adonisröschen, Gewöhnliche Kuhschelle, Großes Windröschen, Kreuz-Enzian, Diptam, Frühlingsknotenblume, Großblütiger Fingerhut und Arnika gehören.
Im Paradiesgarten nördlich der Maulbeerallee erstreckt sich im Südteil die systematisch angelegte Abteilung, die sich in ein Dikotylensystem und ein Monokotylensystem gliedert. Von den Dikotylen, oder Zweikeimblättrigen, werden Pflanzen aus rund 92 Familien kultiviert, wie beispielsweise verschiedene Arten der bedecktsamigen Magnolien-, Rosen- und Lippenblütengewächse. Auf den nördlich davon gelegenen Beeten mit Monokotylen, oder Einkeimblättrigen, stehen verschiedene Arten der Zwiebel- und Knollengewächse aus den Familien der Schwertlilien-, Lilien- und Amaryllisgewächse. Vier Graslandschaften zeigen einen Steppen- und Heidegarten, eine Frühblüher- und eine Wildblumenwiese. Der Steppengarten auf der Westseite zeigt europäischen Sandtrockenrasen und Kalkmagerrasen, eine in Südwestsibirien beheimatete Grassteppe und nordamerikanisches Präriegras. Im Heidegarten blüht es durch die aufeinander abgestimmten Sorten ganzjährig mit Schnee-, Besen-, Cornwall-, Baum- und der durch veränderte Umweltbedingungen in einigen Regionen gefährdeten Glockenheide, die auf einer Fläche nördlich des 1937 angelegten Teiches mit verschiedenen Sumpf- und Wasserpflanzen kultiviert werden. Entlang der Ostseite erstreckt sich die Frühblüherwiese, auf der sich im Vorfrühling ein Blütenteppich mit Elfen-Krokussen und Elwes-Schneeglöckchen ausbreitet, und eine Wiese mit Wildblumen, auf der Wildrosen- und Apfelarten kultiviert werden. An der nordöstlichen Gartenseite blüht es am Rhododendronhang ab Februar/März bis August in zahlreichen Farben. Als einer der ersten steht der Dahurische Rhododendron schon im Februar/März in voller Blüte, zuletzt blühen die Arten der nordamerikanischen Hybriden und der in China beheimatete und nach Robert Fortune benannten Fortunes Rhododendron, der diese Sorte 1856 entdeckte. Das Alpinum am Nordhang zeigt Gebirgspflanzen aus Mitteleuropa, Asien und Nordamerika. Im Frühjahr blühen in dem Steingarten unter anderem verschiedene Nelken-Arten, Felsenblümchen, Gelber Enzian, der unter Naturschutz stehende Diptam und im Spätfrühling der Rosmarin-Seidelbast. Einigen Enzian-Arten, Bergenien, Ballonblumen und Freilandgloxinien aus Asien folgen im östlichen Teil des Alpinums Pflanzen aus Nordamerika mit dem Blauglöckchen, der Großblütigen Waldlilie, die Herzblume und zahlreiche Arten des Bartfadens.

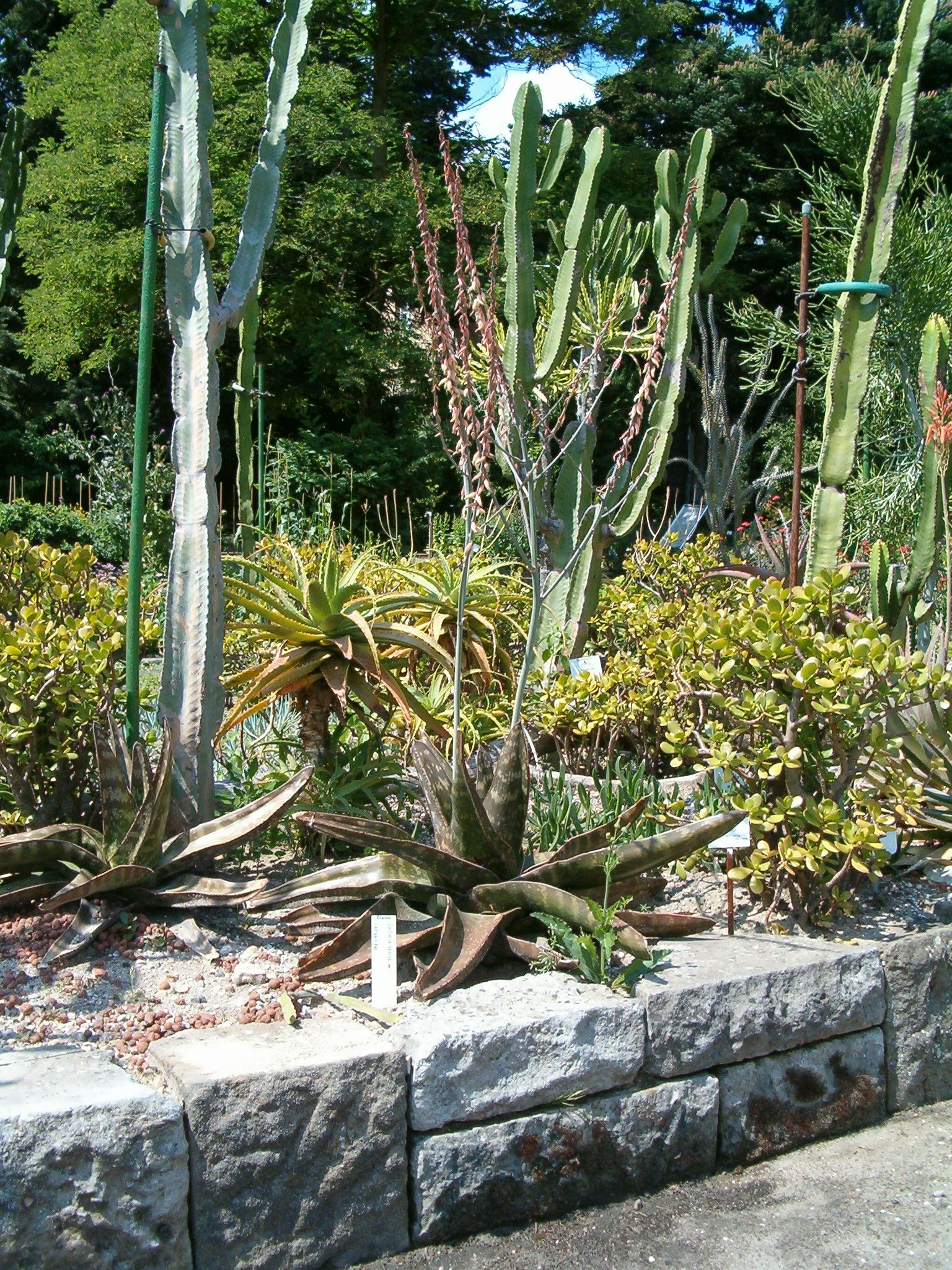
Sukkulenten auf der südseitigen Freilandfläche
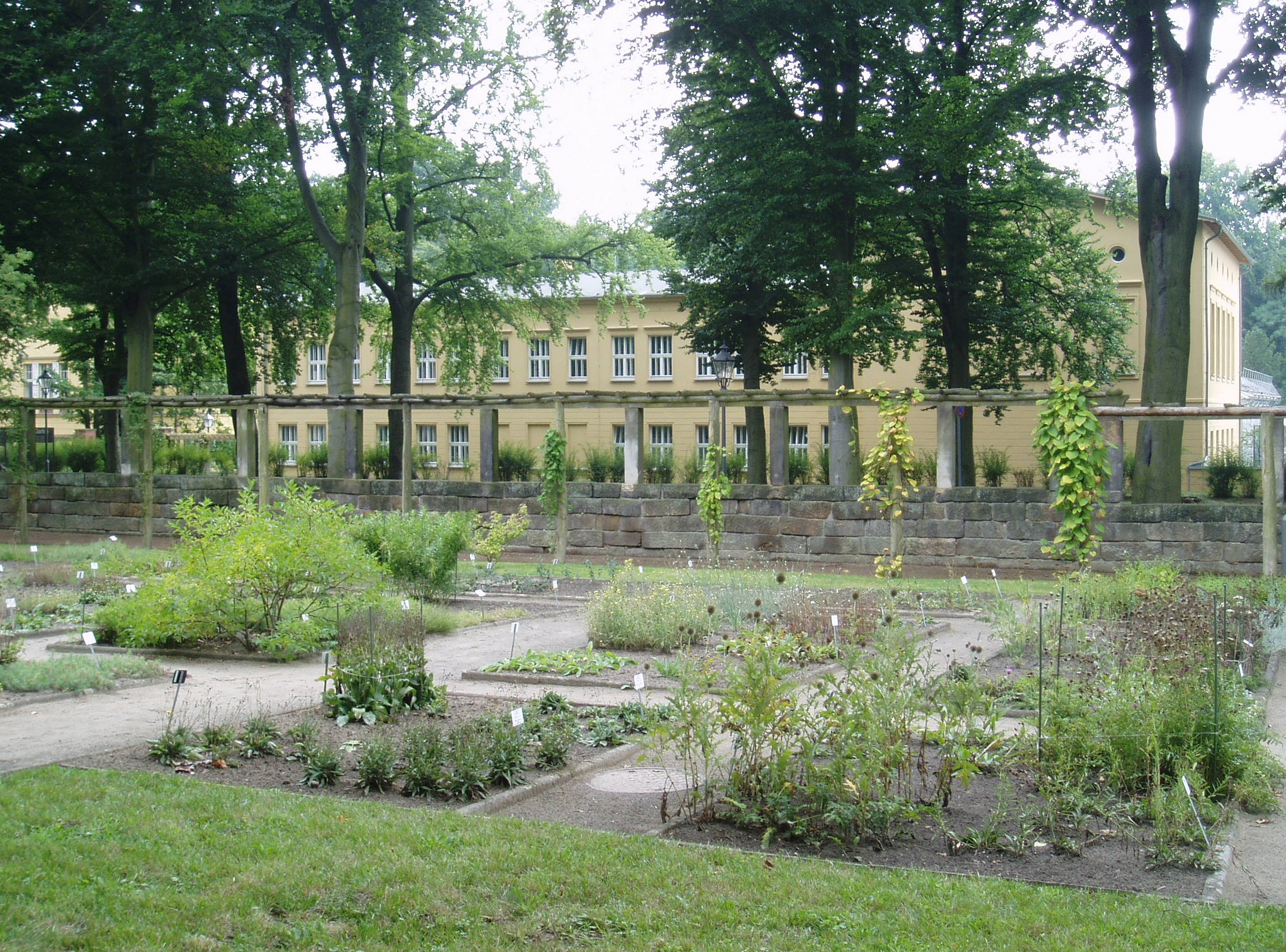
Abteilung mit Dikotylen (Zweikeimblättrige)
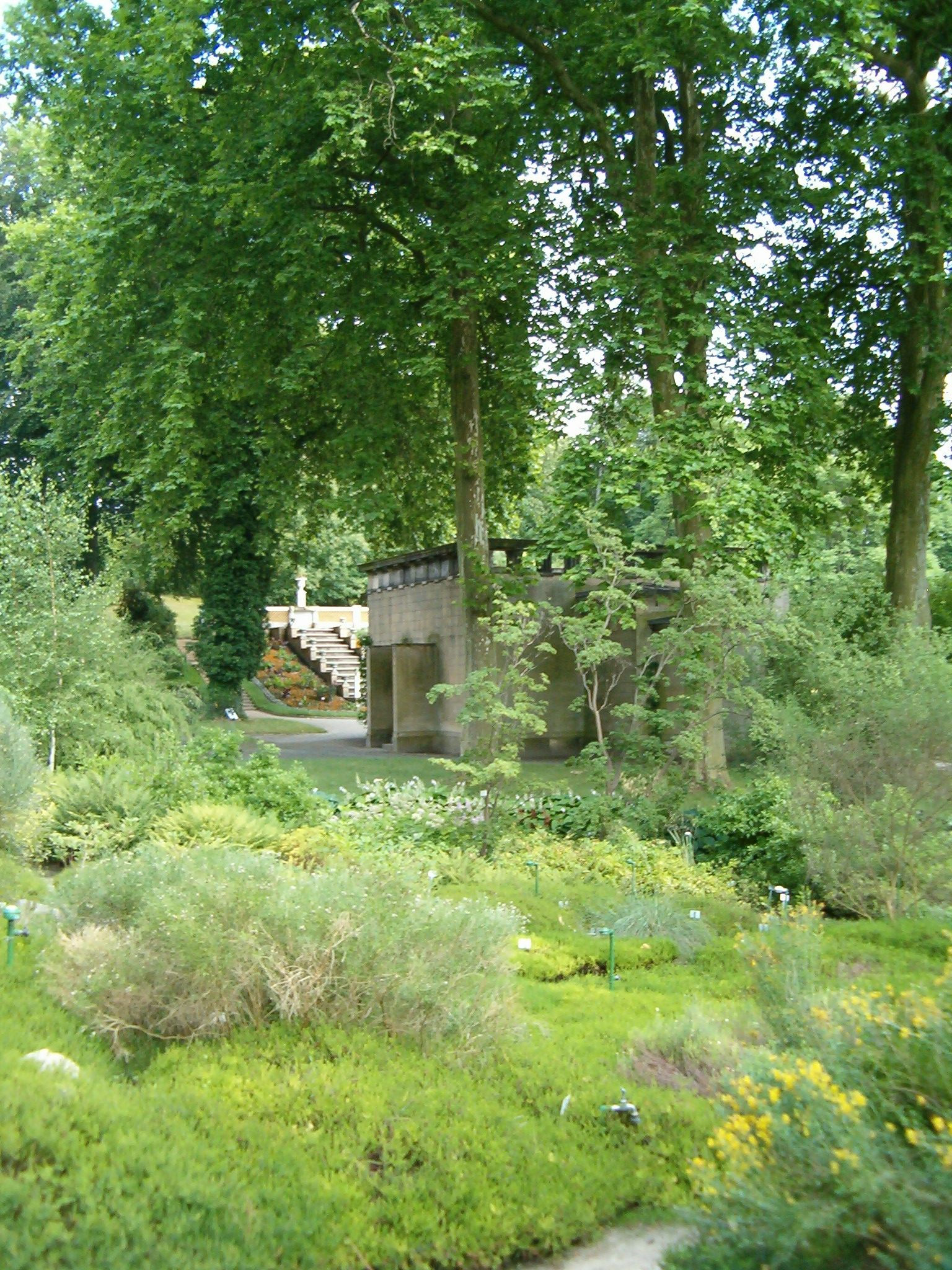
Heidegarten
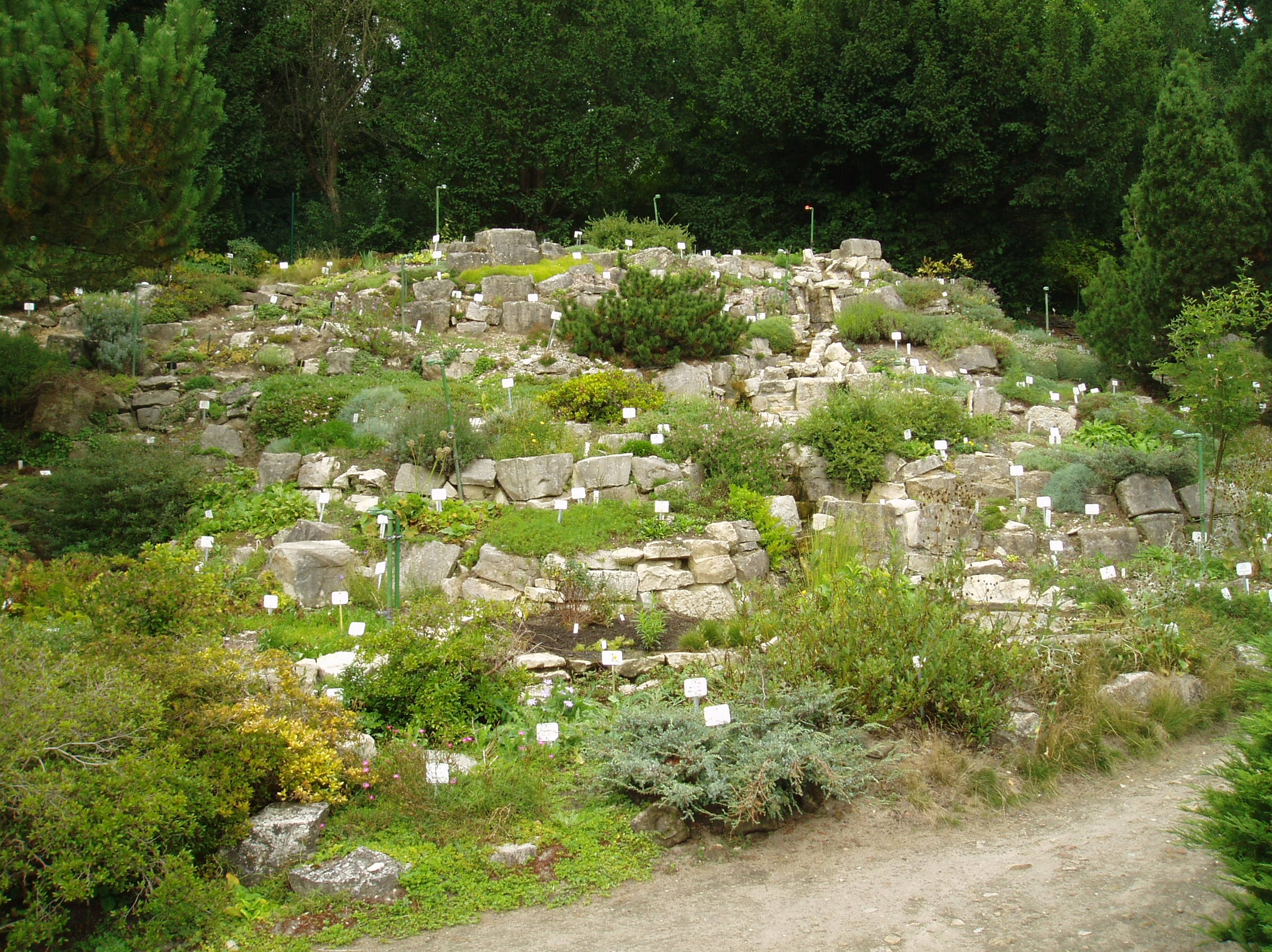
Alpinum

## Bauten und Gartenarchitekturen

### Ehemalige Wohnhäuser in der Hofgärtnerei

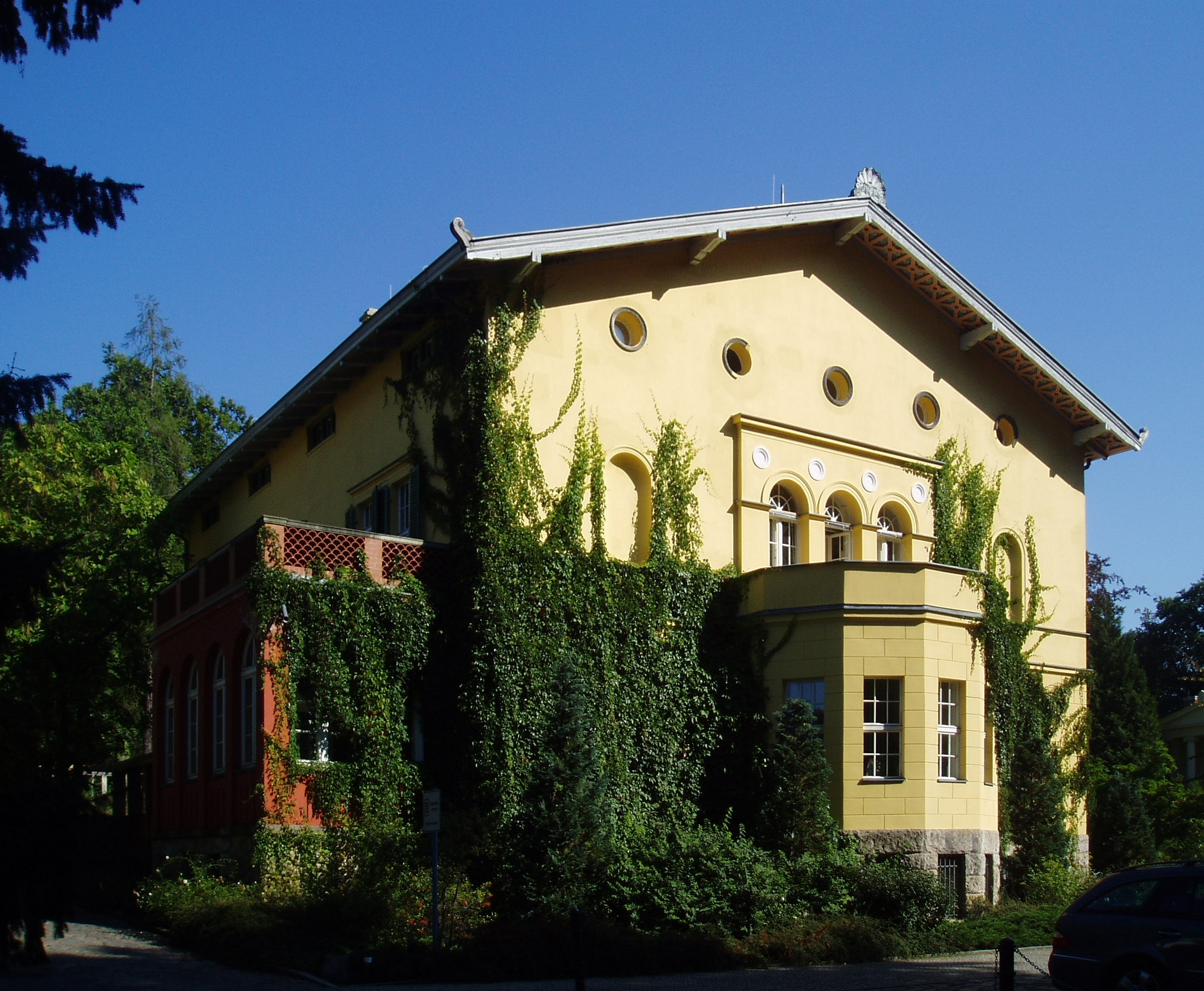
Villa Kache (Südseite)

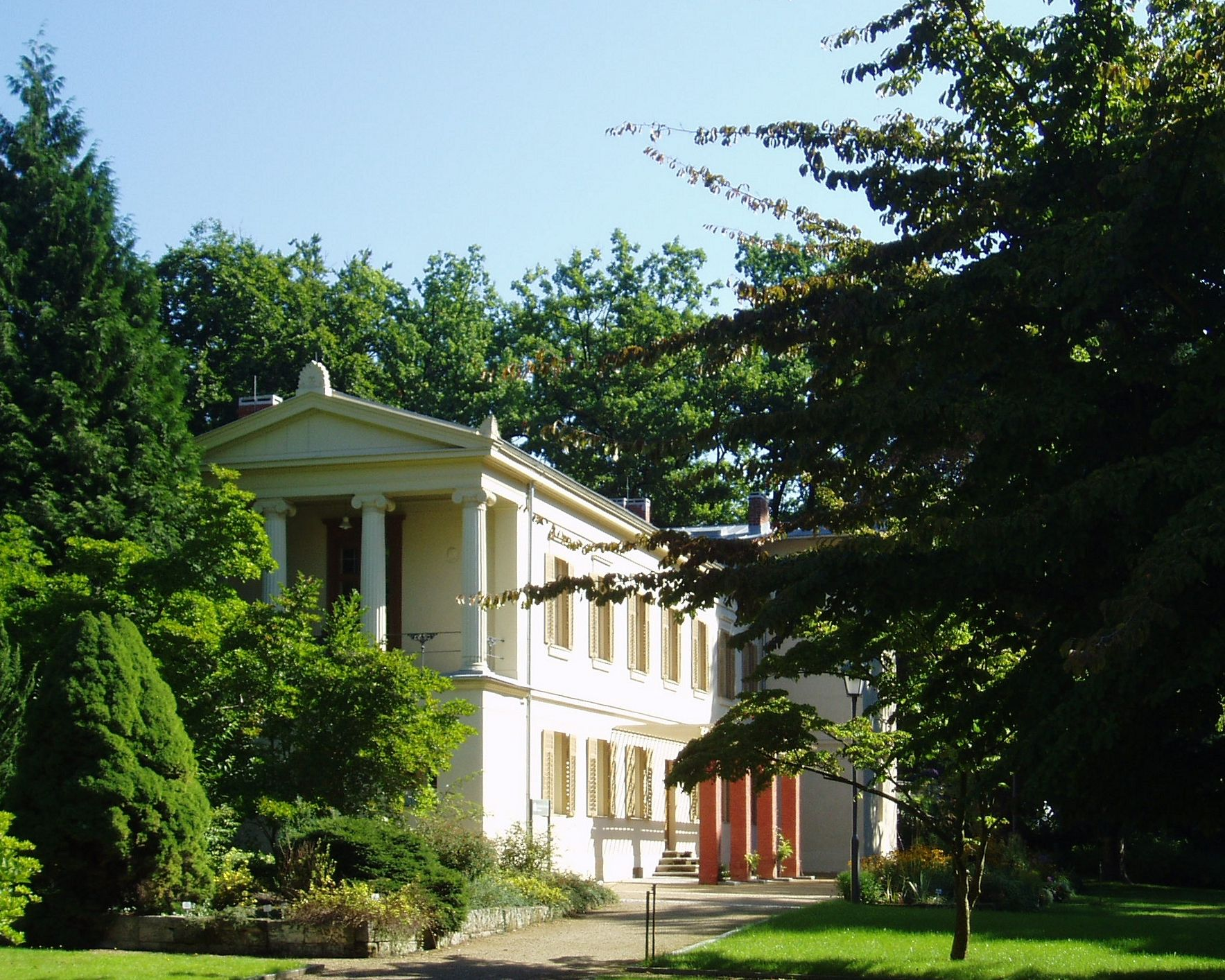
Villa der Witwe Persius (Südwestseite)

Auf dem Gelände der ehemaligen Hofgärtnerei standen nicht nur Gewächshäuser, sondern auch Wohnhäuser für Angestellte des preußischen Königshauses. Als Leiter des Terrassenreviers wechselte Hermann Sello von seiner Dienstwohnung in den Römischen Bädern im Parkteil Charlottenhof in das ehemalige Fasanenmeistergehöft auf der Südseite der Maulbeerallee, das Ludwig Persius 1841/42 im italienisierenden Landhausstil umgestaltete. Das dreigeschossige Wohngebäude mit Turmanbau, Wirtschaftstrakt und einem Stallgebäude stand in Verlängerung der Orangerieschloss-Terrassen und passte sich durch zahlreiche Pergolen stilistisch dem Paradiesgarten auf der gegenüberliegenden Straßenseite an. Beim Bau der Jubiläumsterrasse wurde es 1910 abgerissen. Einige Bauteile verwendete der Architekt Albert Geyer für einen weiter westlich an der Maulbeerallee noch im selben Jahr begonnenen Neubau in veränderter Form. Das heute auch „Villa Kache“ genannte Haus erhielt seinen Namen nach dem späteren Bewohner und Leiter des Terrassenreviers Gartendirektor Paul Kache.
Ein weiteres Wohnhaus im italienisierenden Stil – seit 1910 zwischen der Villa Kache und der Jubiläumsterrasse – entstand 1847 für die Witwe Persius. Im Auftrag Friedrich Wilhelms IV. baute Ludwig Ferdinand Hesse das Dienstgebäude des ehemaligen Hofgärtners in der Ananastreiberei Johann Carl Jacobi (1770–1831) um, in dem die Witwe des Architekten Ludwig Persius nach dessen Tod eine Wohnung im Obergeschoss bezog. Das auf dem Grundriss eines lateinischen Kreuzes errichtete zweigeschossige Haus erhielt auf der Ostseite einen Altan und auf der Westseite eine Loggia mit Säulenreihe, in der zwei Medaillons die Bildnisse Friedrich Wilhelms IV. und dessen Gemahlin Elisabeth Ludovika von Bayern zeigen. Mit Pergolen wurde auch an diesem Gebäude die Einfriedung des gegenüberliegenden Paradiesgartens wiederholt. Beide Häuser werden heute von der Universität Potsdam als Institutsgebäude genutzt.

### Gartenarchitekturen im Paradiesgarten

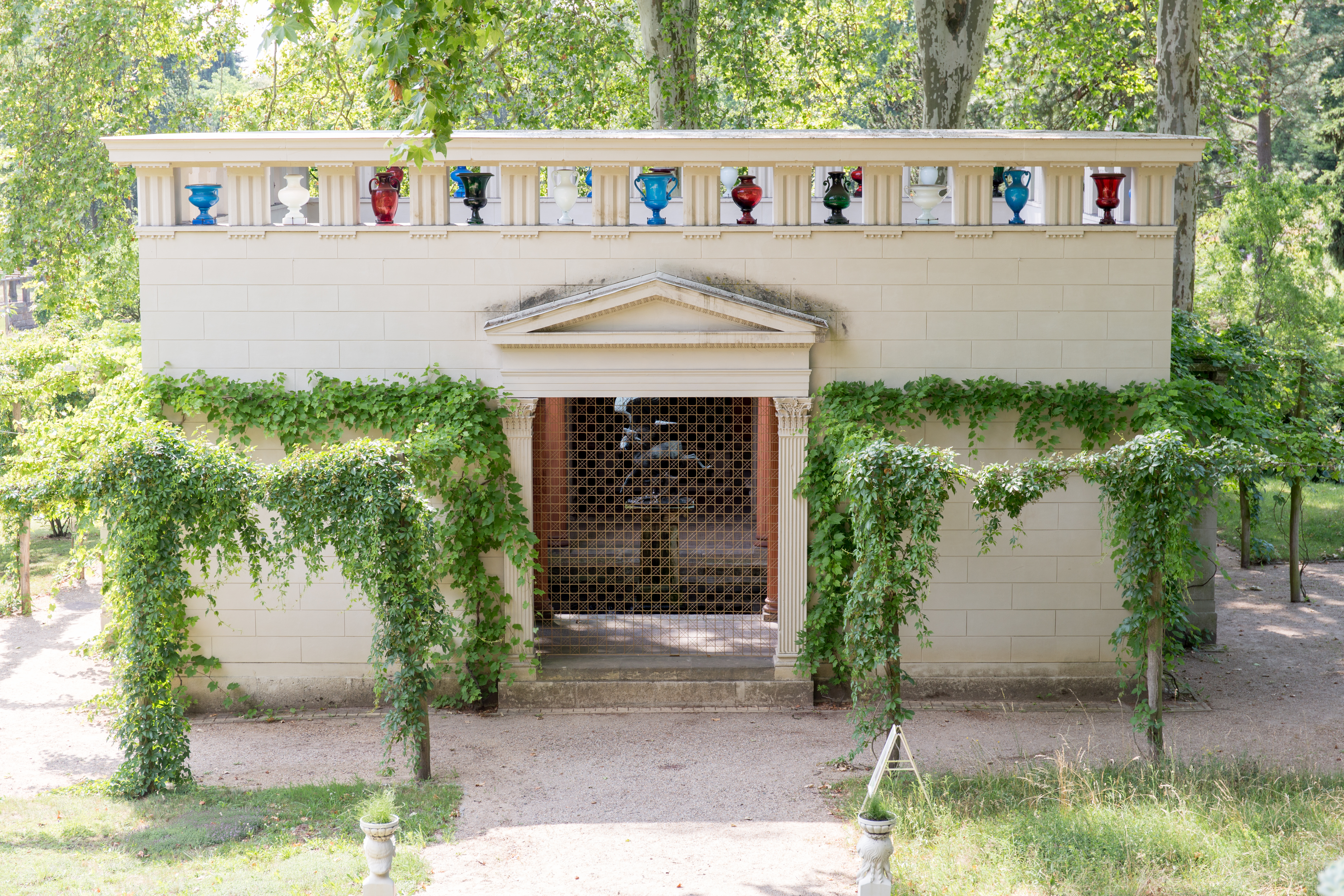
Gartenpavillon Atrium, auch Stibadium (Ostseite)

Als architektonischer Mittelpunkt des Paradiesgartens, der als Ruheplatz dienen sollte, entwarf Persius nach Vorgaben Friedrich Wilhelms IV. ein sogenanntes Atrium in der Funktion eines Stibadiums, das 1845/46 wenige Meter nordöstlich des Haupteingangs errichtet wurde. Das vom König als Einzelbauwerk gewünschte Atrium war im antiken Hausbau jedoch ein zentral im Innern liegender Raum mit geöffnetem Dach, durch dessen Öffnung Regenwasser in ein Wasserbecken, das Impluvium, gelangte. Im Paradiesgarten entstand ein kubusförmiger Gartenpavillon mit leicht rechteckigem Grundriss und einer nach Westen angegliederten quadratischen Exedra mit halbrunder Apsis. Der in sich geschlossen wirkende Bau erhielt Transparenz durch die im Süden und Norden liegenden Eingänge und die portalartige Öffnung auf der Ostseite im Stil einer Ädikula mit flankierenden Pilastern und einem flachen Dreiecksgiebel. Die nach innen geneigte Dachschräge, das Compluvium, setzte Persius unterhalb eines umlaufenden Metopen-Triglyphen-Frieses auf, so dass sie von außen nicht sichtbar ist. Der Fries bildet den oberen Abschluss des verputzten Ziegelmauerwerks, das durch eingeritzte Fugen das Aussehen einer Steinquaderung erhielt. Ursprünglich standen in den offenen Metopenfeldern insgesamt 40 circa 50 Zentimeter hohe farbige Glasvasen aus der schlesischen Kunstglasfabrik „Gräflich Schaffgottsche Josephinenhütte“ in Schreiberhau, heute Szklarska Poręba. Sie „ließen ein farbiges, fast magisches Licht in den Innenraum und verliehen dem kleinen Bau auch nach außen eine lebhafte Farbigkeit.“ Bei der Gebäudesanierung 2008/09 wurden die Vasen, von denen nur vierzehn Originale erhalten geblieben sind, durch Kopien ersetzt.
Im Innern sind um das Impluvium zwölf kannelierte Terrakottasäulen aufgestellt, die die Dachschräge stützen. Die Säulen fertigte 1846 der Berliner Tonwarenfabrikant Ernst March. Die Bemalung der Wände übernahm Karl Lompeck, der sie 1848 mit Landschaftsgemälden ausschmückte, und die Bronzegruppe „Adler, ein Reh schlagend“, die auf einem Sockel im Impluvium zur Aufstellung kam, schuf Friedrich Leopold Bürde 1846. Mit einem Gipsmodell nahm er im selben Jahr an der Berliner Akademieausstellung teil.
Als weitere Wasserstellen entstanden 1846 am Hang, vom Atrium axial nach Osten, eine Wasserkaskade nach Plänen Ludwig Ferdinand Hesses und nach Norden ein längliches Wasserbecken. Hesse entwarf eine 13-stufige Kaskade, die er beidseitig mit einer abgetreppten Mauer einfasste. Wie in den Metopenfeldern des Atriums schmückten die Treppenwangen ursprünglich farbige Glasvasen, die schon Ende des 19. Jahrhunderts durch einfache Blumenschalen ersetzt wurden. Den oberen Treppenabschluss betont eine Marmorvase und ein auf Balustern ruhendes Becken, das durch eine Löwenkopfmaske am Vasensockel mit Wasser gespeist wird. Aus drei Kinderkopfmasken am Beckenrand fließt das Wasser auf die Treppenstufen und sammelt sich in einem halbrunden, von weiß gefassten Hermen mit Blumenschalen flankierten Becken am Fuß der Kaskade.

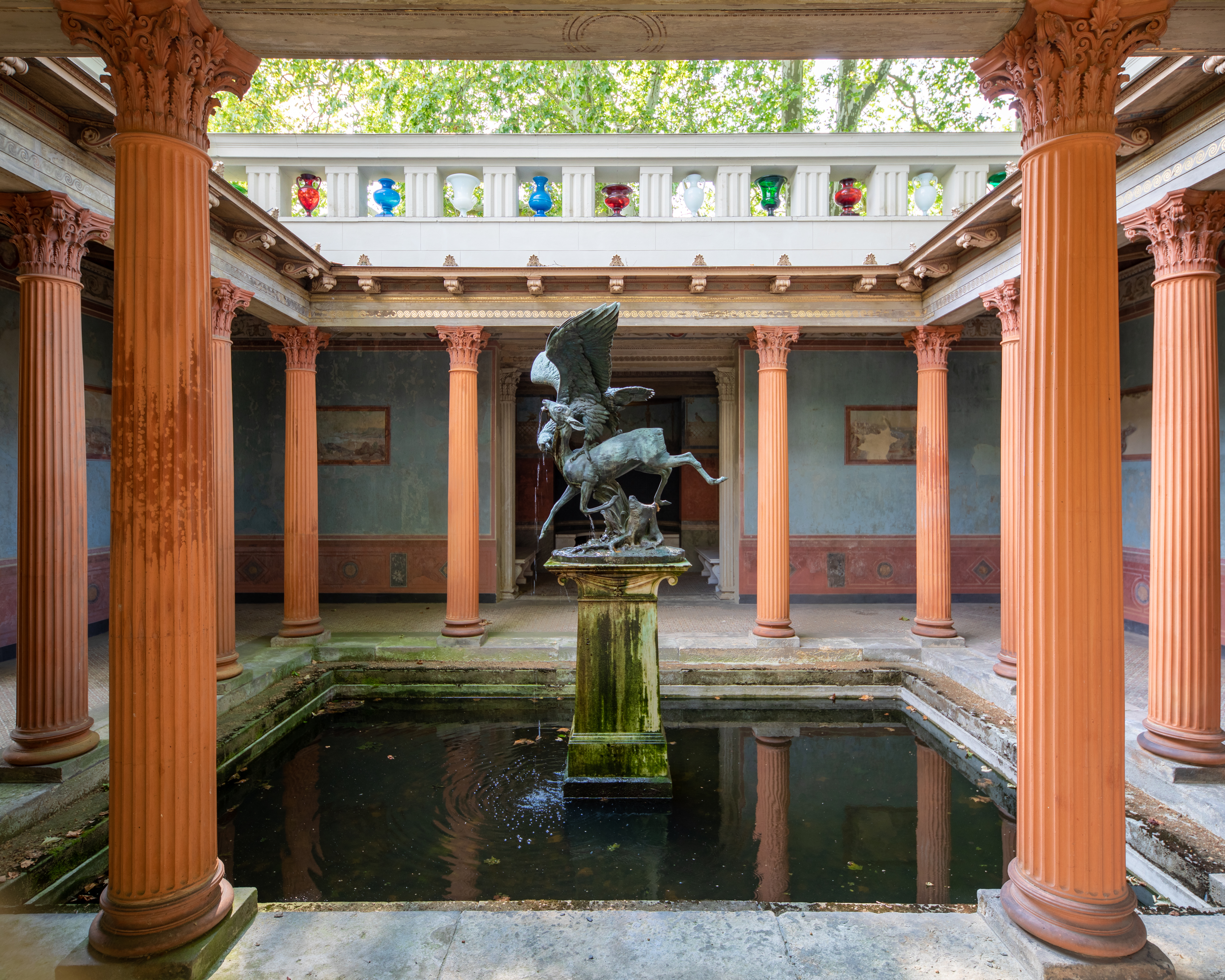
Brunnenfigur im Atrium von Friedrich Leopold Bürde, 1846
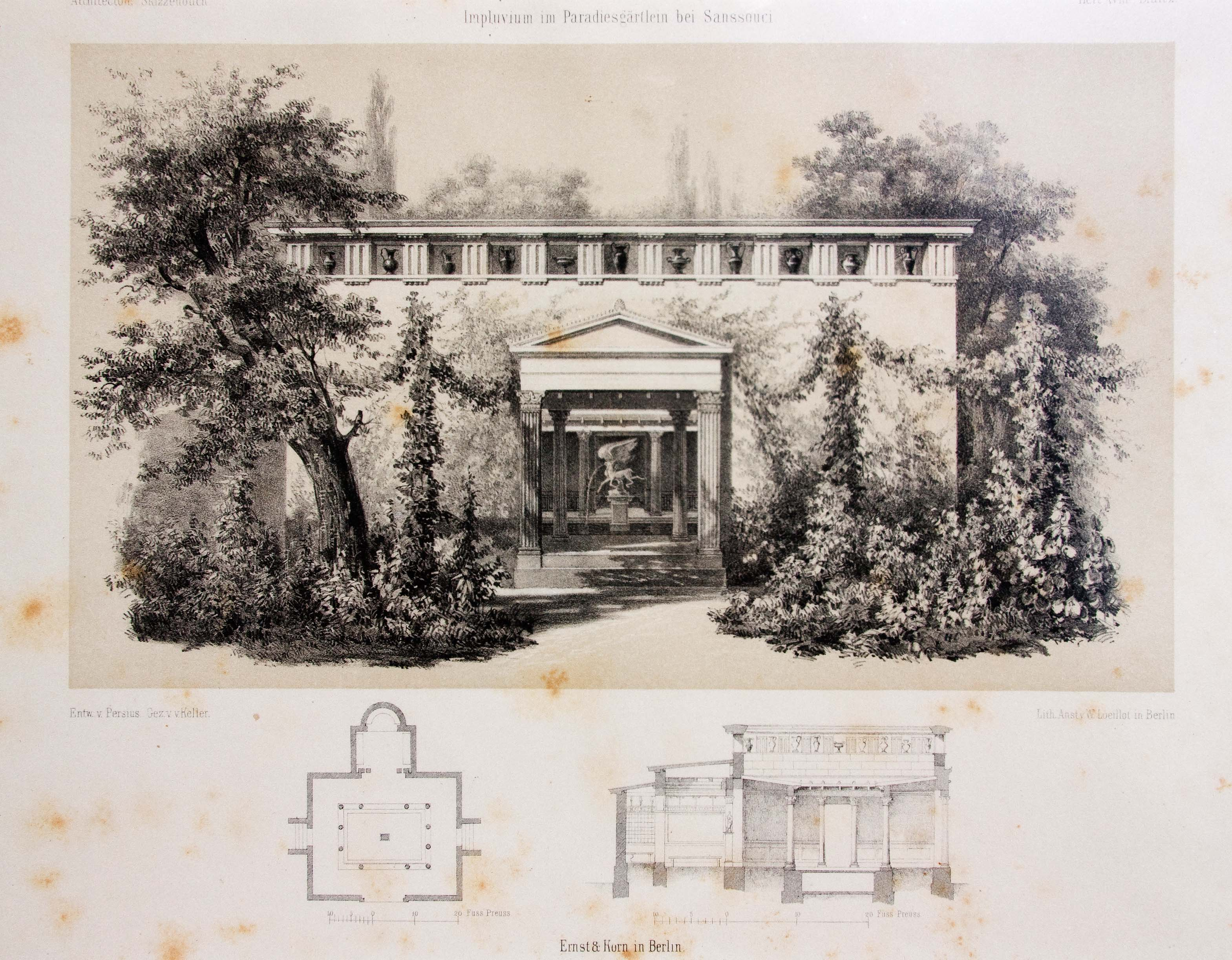
Zeichnung von Ludwig Persius, publiziert im Architektonischen Album, 1854
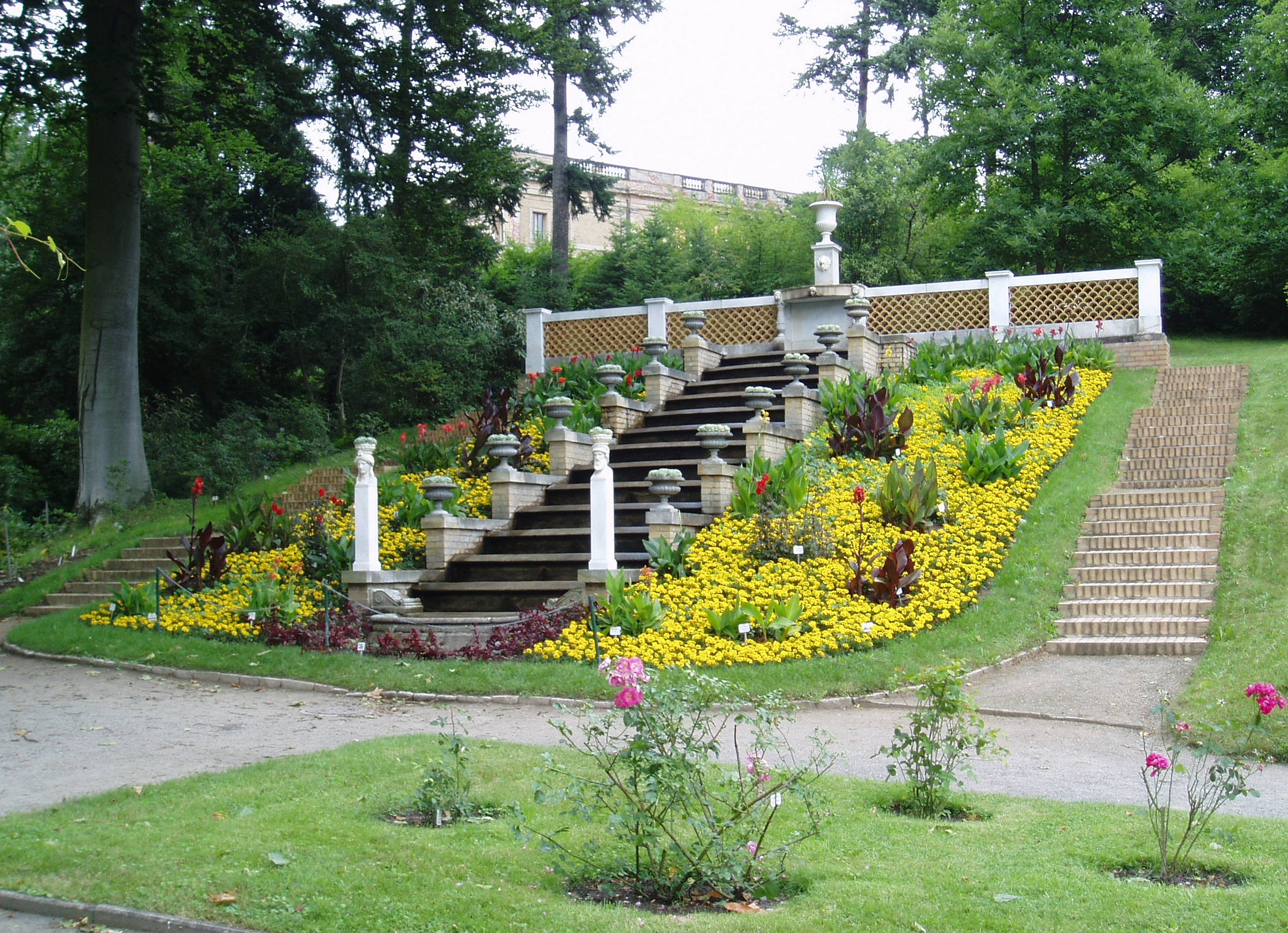
Wasserkaskade im Paradiesgarten. Im Hintergrund der westliche Eckpavillon des Orangerieschlosses